# Papar (musikgrupp)
Papar är en isländsk musikgrupp som spelar folkmusik blandat med rock och pop. Gruppen spelar även irländsk folkmusik och har blivit mycket inspirerade av The Dubliners. Bandet grundades 1986 på Västmannaöarna.
Gruppen är känd i Sverige efter att ha gjort en cover på Nordmans Vandraren. Låten sjungs på isländska och heter Flakkarinn och finns med på albumet Í góðum sköpum från 1995.

## Bandmedlemmar
- Páll Eyjólfsson
- Vignir Ólafsson - banjo
- Georg "Goggi" Ólafsson - bas
- Matthías Matthíasson - sång och gitarr
- Eysteinn - trummor
- Dan Cassidy

## Diskografi
- 1990 – Tröllaukin tákn
- 1995 – Í góðum sköpum
- 1996 – Live á Dubliner
- 1997 – Risar á jörðinni
- 1998 – Hláturinn lengir lífið
- 1999 – Ekkert liggur á
- 2002 – Riggarobb
- 2003 – Þjóðsaga
- 2004 – Leyndarmál frægðarinnar